# Centre of Excellence for Operations in Confined and Shallow Waters
Il Centro di Eccellenza per Operazioni Costiere e Litorali, in inglese Centre of Excellence for Operations in Confined and Shallow Waters (COE CSW), è un'organizzazione militare internazionale nata per sostenere il programma di trasformazione della NATO. Come parte del programma di formazione dei Centri di Eccellenza della NATO, il COE CSW è stato fondato nell'Aprile del 2007 ed è stato ufficialmente accreditato dalla Nato il 26 maggio 2009.
È situato nello stesso edificio in cui si trova il Comando della Flotilla 1 tedesca, il cui Comandante è anche, a doppio berretto, direttore del COE CSW.

## Confined and Shallow Waters (CSW)
CSW (Confined and shallow Water) sono le acque costiere, i litorali nonché i canali, gli stretti, ed in generale tutti gli ambienti marittimi operativi che sono caratterizzati da straordinaria complessità, ed in cui possono agire una varietà di attori. Dalle caratteristiche appena descritte si evince come CSW costituisce un settore marittimo estremamente impegnativo, in cui viene spesso pregiudicata la libertà di movimento e di azione da specifici fattori geografici e geofisici, ed in cui possono facilmente trovarsi molteplici minacce e rischi. D'altra parte, CSW offre anche una vasta gamma di possibilità e opportunità per le operazioni navali e militari. Sebbene CSW è prettamente un settore marittimo, si può facilmente capire come possa di certo essere anche un teatro di operazioni in cui altri domini militari (terra, aria, spazio e informatici) possono agire. Di conseguenza si comprende bene come la maggiore interazione possibile tra i vari domini militari si svolge proprio in CSW.

## Missione e compito
In qualitá di centro di conoscenza, il COE CSW sviluppa e fornisce contributi alla dottrina, ai concetti e alle procedure. Parte del lavoro è costituito dalla conduzione di esperimenti ed analisi, dalla fornitura di competenze per la NATO, relative a iniziative, progetti, esercitazioni e operazioni. Inoltre il COE CSW lavora su una serie di progetti relativi a operazioni in CSW che vengono prodotti a seguito di dedicate richieste di supporto.

## Ambiente di lavoro
Dal momento che i COE NATO sono impostati come gruppi di riflessione e di studio, la collaborazione non è esclusivamente centrata su organizzazioni militari, ma viene promossa la cooperazione con altre organizzazioni governative, non governative, istituzioni marittime, accademiche ed economiche. Tra i partner del COE CSW vi sono:
- The Allied Maritime Command (MARCOM) a Northwood, Regno Unito
- The Combined Joint Operations from the Sea Center of Excellence a Norfolk, USA
- The Naval Mine Warfare COE a Ostenda, Belgio
- The Maritime Security COE ad Aksaz, Turchia
- The Centre for Maritime Research and Experimentation (CMRE) a La Spezia, Italia
- The Bundeswehr Technical Centre for Ships and Naval Weapons (WTD 71) a Eckernförde, Germania
- The Sea Surveillance Cooperation Baltic Sea (SUCBAS)
- The Institute for Security Policy Kiel (ISPK) a Kiel, Germania
- Defence industry and maritime commerce

## Partecipanti
La Germania è la Nazione che ospita il COE CSW in quanto tale funge da 'nazione quadro' per il COE CSW e fornisce quindi le infrastrutture, i servizi di base, i contributi finanziari, personale di staff, ed una serie di "esperti in materia". Al momento della fondazione del COE CSW, Grecia, Paesi Bassi e Turchia hanno aderito e sono state qualificate come nazioni “sponsor” che forniscono "esperti in materia" e contributi finanziari. Anche la Polonia nel 2009 e l'Italia nel 2014 hanno aderito diventando Nazioni sponsor. I COE NATO sono aperti per i partner della NATO per fornire competenze e contributi finanziari. Nel 2011, COE CSW ha accolto con favore la Finlandia, che è stata così la prima "nazione non NATO Contribuente" ad un COE NATO. Infine, gli Stati Uniti d'America partecipano al COE CSW attraverso un programma di scambio di personale con la Marina tedesca.

## Struttura
Il controllo del COE CSW è assicurato da un 'Comitato Direttivo' composto da un presidente (assegnato dalla Nazione Ospitante, senza voto) e un rappresentante di ogni nazione partecipante (ciascuno con un voto). Il comitato direttivo controlla lo stato di avanzamento dei lavori e approva la relazione annuale ed il bilancio. Il COE CSW è guidato da un direttore con, generalmente, il grado di Contrammiraglio (CA), che allo stesso tempo è a doppio incarico Comandante della Flotilla 1 tedesca.  Il direttore esecutivo, un Capitano di Vascello della Marina tedesca, è responsabile per le operazioni quotidiane. Secondo il memorandum d'intesa tra la NATO ed i partecipanti, il COE CSW è strutturato in tre rami:
- Sviluppo e Relazioni Esterne (DER)
- Esperti della materia (PMI)
- Analisi e attuazione (AI)

Inoltre, tre sezioni di supporto completano la struttura:
- Controllo finanziario (FC)
- Information Technology (IT)
- Supporto amministrativo (AS)

Lo staff della Flotilla 1 assiste e collabora il COE CSW per alcune particolari questioni amministrative quali ad esempio la sicurezza e la logistica.
Nel 2015 il COE CSW ha adottato una struttura a matrice che mira ad estendere le capacità di svolgere il programma di lavoro. A tal fine, i rami sono stati sovrapposti da un'organizzazione di progetto, mettendo in comune e ripartendo le competenze tecniche disponibili a seconda dei compiti da svolgere.
Sulla base dell'esperienza degli anni passati e soprattutto per ottimizzare l'assistenza alla trasformazione della NATO in tutti e quattro i campi di lavoro, il COE CSW ha implementato una nuova struttura di lavoro nel mese di gennaio 2015. Ancora consistente in tre rami, ora la struttura si distingue chiaramente tra funzioni di lavoro produttivo e di gestione di supporto:
- Concetto e Dottrina (CD) - Produzione
- Formazione e Analisi (TA) - Produzione
- Personale operativo e relazioni esterne (SE) - Gestione

Le sezioni IT e AS sono ora assegnati al ramo del personale operativo e delle relazioni esterne, mentre la sezione FC è ancora direttamente associata al direttore esecutivo.

## Lavoro
Il lavoro del COE CSW viene solitamente avviato attraverso una richiesta di supporto da parte di un ente della NATO o di una nazione partecipante. Il programma annuale dei lavori contiene vari "Progetti", che hanno un committente ed un definito prodotto da portare a termine entro una data determinate data, e un certo numero di "Attività", che coprono il supporto che viene fornito permanente alla trasformazione della NATO. Inoltre, il COE CSW pianifica e conduce gli eventi legati allo sviluppo dei lavori, come ad esempio conferenze e workshop.

## Literature
- Buss, Heinz Georg: COE CSW - Avantgarde im NATO-Transformationsprozess; in: Marineforum 11-2015 p. 4 ff
- Buss, Heinz Georg; Riewesell, Stefan: Maritime C-IED and Harbour Protection: A Joint Effort; in: The Transformer Fall 2013 Vol 9 Issue 2 p. 18
- Stricker, Hans-Joachim: Centre of Excellence for Operations in Confined and Shallow Waters COE CSW - Das COE als Ausdruck unserer besonderen nationalen Fähigkeiten im Bündnis; in: Marineforum 6-2007 p. 3 f.
- Weber, Fritz-Rudolf: Centre of Excellence for Operations in Confined and Shallow Waters - Think Tank für die NATO; in: Marineforum 1/2-2010 p. 11 ff.
- Wiedemann, Jan: COE CSW celebrates fifth anniversary; in: NAVAL FORCES III/2014 p. 90 f.
- Wilson, Brian: Five maritime security developments that will resonate for a generation; in: Harvard Law School National Security Journal; 2015-03-11